# スーザン・ピアソン失踪事件
スーザン・ピアソン失踪事件（英語: Disappearance of Susan Pearson）は、1966年3月13日にアメリカ合衆国の大学院生であり講師であったスーザン・エリザベス・ピアソン（英語: Susan Elizabeth Pearson、1935年10月1日 - 1966年３月13日失踪）が行方不明となった事件。
失踪の直前までは学生で講師でもあり、人類学の随筆と講師を務めていたビジネスコースの試験を行う数日前であった。
居住していたアパートの部屋は荒らされておらず、またミズーラのオフィス街で発見された同氏の車内には財布や鍵などの所持品がそのまま積まれていた。
失踪当時最後に目撃された姿は、カーコート（緑色で裏地は格子柄）を着てダイヤモンドの指輪を2つはめていた。